# Liste der Monuments historiques in Bettainvillers
Die Liste der Monuments historiques in Bettainvillers führt die Monuments historiques in der französischen Gemeinde Bettainvillers auf.

## Liste der Objekte
| Bezeichnung                       | Beschreibung                                       | Standort                              | Kennzeichnung | Schutzstatus | Datum | Bild |
| --------------------------------- | -------------------------------------------------- | ------------------------------------- | ------------- | ------------ | ----- | ---- |
| Skulptur Johannes der Täufer      | Stein, farbig gefasst, Anfang des 16. Jahrhunderts | in der Kirche St-Maurice (Lage)       | PM54000060    | Classé       | 1961  |      |
| Skulptur Heilige Barbara          | Stein, farbig gefasst, um 1530                     | in der Kirche St-Maurice (Lage)       | PM54000062    | Classé       | 1979  |      |
| Reiterskulptur Heiliger Mauritius | Kalkstein, 1763                                    | außen an der Kirche St-Maurice (Lage) | PM54001406    | Inscrit      | 1994  |      |
| Skulptur Heiliger Antonius        | Stein, farbig gefasst, Anfang des 16. Jahrhunderts | in der Kirche St-Maurice (Lage)       | PM54000061    | Classé       | 1961  |      |